# Medeltida monument i Kosovo
Medeltida monument i Kosovo är ett världsarv bestående av fyra serbisk-ortodoxa kyrkor och kloster som representerar sammansmältningen mellan östortodoxa bysantinsk och västlig romansk kyrklig arkitektur som formar den palaiologiska renässansstilen. 
2004 sattes Dečaniklostret upp på världsarvslistan. Två år senare, utvidgades detta för att utgöra ytterligare tre andra kristna monument och fick då sitt nuvarande namn.
Idag består således medeltida monument i Kosovo av:
1. Visoki Dečani
2. Patriarkatet i Peja
3. Bogorodica Ljeviška
4. Klostret i Graçanica

2006 skrevs även objektet in på listan över hotade världsarv för svårigheterna att underhålla och bevara anläggningarna på grund av regionens politiska instabilitet.